# Adventures of a Jungle Boy
Adventures of a Jungle Boy è una serie televisiva britannica in 13 episodi trasmessi per la prima volta nel corso di una sola stagione nel 1957. È una serie d'avventura simile alla storia di Tarzan.

## Trama
Un bambino è l'unico superstite di un incidente aereo nella giungla africana. Egli viene ritrovato cresciuto, insieme ad un compagno ghepardo, dal Dr. Laurence, un ricercatore. La serie ritrae i loro sforzi per proteggere la giungla dalle minacce esterne e per salvare gli abitanti della zona dai pericoli stessi della giungla.

## Personaggi e interpreti
- Jungle Boy (13 episodi), interpretato da Michael Carr Hartley.
- Dottor Lawrence (4 episodi), interpretato da Ronald Adam.
- Brevor (2 episodi), interpretato da Patrick Holt.
- Margaret (2 episodi), interpretato da Monica Stevenson.

Tra le guest star: Peter Dyneley, Patrick Holt, Conrad Phillips, David Oxley, Leonard Sachs, Robert Arden, Patricia Plunkett, Andrew Faulds.

## Produzione
La serie fu prodotta da Gross-Krasne Productions e Kenya Productions e girata in Kenya. Tra i registi è accreditato George P. Breakston (13 episodi, 1957).

### Sceneggiatori
Tra gli sceneggiatori sono accreditati:
- Basil Dawson in un episodio
- Arthur Hoerl in un episodio

## Distribuzione
La serie fu trasmessa nel Regno Unito nel 1957 in syndication.

## Episodi
| Stagione       | Episodi | Prima TV Regno Unito |
| -------------- | ------- | -------------------- |
| Prima stagione | 13      | 1957                 |